# (20320) 1998 GH8
A (20320) 1998 GH8 a Naprendszer kisbolygóövében található aszteroida. A LINEAR projekt keretében fedezték fel 1998. április 2-án.